# Leptocera aroana
Leptocera aroana är en tvåvingeart som beskrevs av Richards 1973. Leptocera aroana ingår i släktet Leptocera och familjen hoppflugor. Inga underarter finns listade i Catalogue of Life.